# Cow Honeybourne
Cow Honeybourne var en civil parish fram till 1958 då den blev en del av Honeybourne, i grevskapet Worcestershire, i England. Civil parish var belägen 7 km från Evesham och hade 558 invånare år 1951. Byn nämndes i Domedagsboken (Domesday Book) år 1086, och kallades då Heniberge.